# Wałek do ciasta

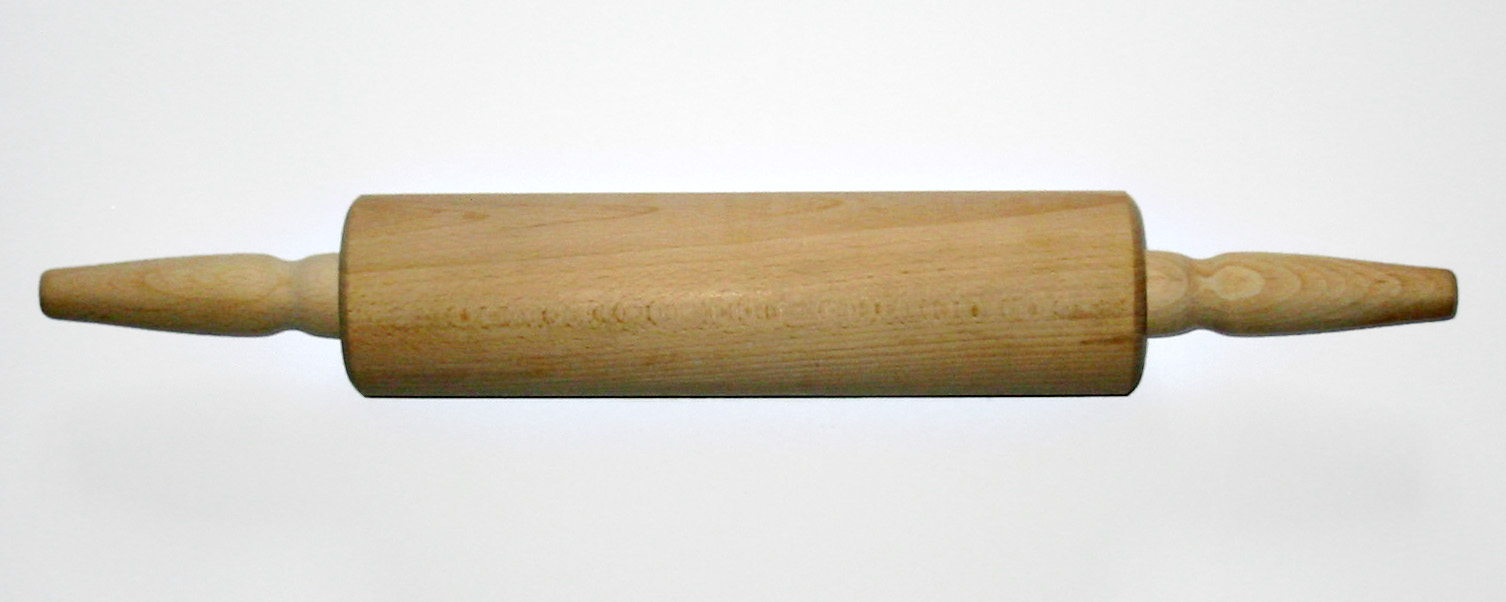
Drewniany wałek do ciasta

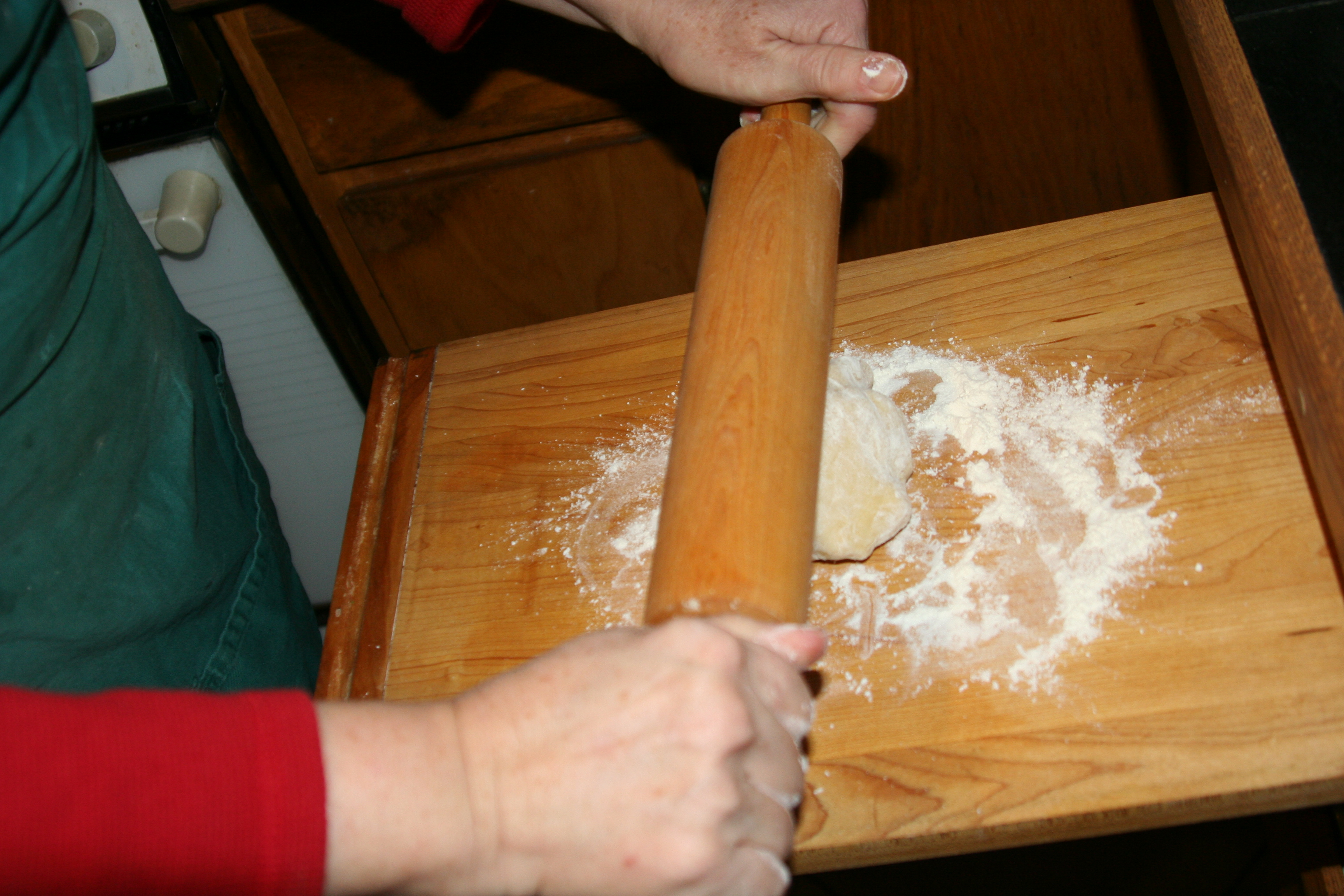
Wałkowanie ciasta na stolnicy

Wałek do ciasta − ręczne narzędzie o kształcie walca, używane w procesie przygotowywania żywności do rozpłaszczania (wałkowania) i nadawania kształtu ciastu, najczęściej na stolnicy.
Tradycyjnie wałki wykonywane były z drewna w dwóch częściach, z których jedna była cylindryczna z wydrążonym na przestrzał otworem, w którym umieszczano drugi element pełniący funkcję uchwytu dla obu dłoni. Obecnie wałki mogą być wykonywane także z materiałów takich jak stal nierdzewna, plastik, szkło.